# Malthinus texanus
Malthinus texanus es una especie de coleóptero de la familia Cantharidae.

## Distribución geográfica
Habita en Texas (Estados Unidos).